# Liste des vice-présidents des Palaos
Voici une liste des vice-présidents de la république des Palaos depuis la création de ce poste après le référendum de 1981 :

## Liste des titulaires
| N° | Portrait              | Titulaire (Naissance-mort)          | Élection  | Mandat           | Mandat           | Mandat                     |
| N° | Portrait              | Titulaire (Naissance-mort)          | Élection  | Début            | Fin              | Durée                      |
| -- | --------------------- | ----------------------------------- | --------- | ---------------- | ---------------- | -------------------------- |
| 1  | Alfonso Oiterong      | Alfonso Oiterong (1924-1994)        | 1980 1984 | 2 mars 1981      | 30 juin 1985     | 4 ans, 3 mois et 28 jours  |
| 2  | Thomas Remengesau     | Thomas Remengesau (1929-2019)       | 1985      | 25 octobre 1985  | 20 août 1988     | 2 ans, 9 mois et 26 jours  |
| 3  | Kuniwo Nakamura       | Kuniwo Nakamura (1943-2020)         | 1988      | 1er janvier 1989 | 1er janvier 1993 | 4 ans                      |
| 4  | Tommy Remengesau      | Tommy Remengesau (né en 1956)       | 1992 1996 | 1er janvier 1993 | 19 janvier 2001  | 8 ans et 18 jours          |
| 5  | Sandra Pierantozzi    | Sandra Pierantozzi (née en 1951)    | 2000      | 19 janvier 2001  | 1er janvier 2005 | 3 ans, 11 mois et 13 jours |
| 6  | Elias Camsek Chin     | Elias Camsek Chin (né en 1948)      | 2004      | 1er janvier 2005 | 15 janvier 2009  | 4 ans et 14 jours          |
| 7  | Kerai Mariur          | Kerai Mariur (né en 1951)           | 2008      | 15 janvier 2009  | 17 janvier 2013  | 4 ans et 2 jours           |
| 8  | Antonio Bells         | Antonio Bells (né en 1948)          | 2012      | 17 janvier 2013  | 19 janvier 2017  | 4 ans et 2 jours           |
| 9  | Raynold Oilouch       | Raynold Oilouch                     | 2016      | 19 janvier 2017  | 21 janvier 2021  | 4 ans et 2 jours           |
| 10 | Uduch Sengebau Senior | Uduch Sengebau Senior (née en 1965) | 2020      | 21 janvier 2021  | 16 janvier 2025  | 3 ans, 11 mois et 26 jours |
| 11 | Raynold Oilouch       | Raynold Oilouch                     | 2024      | 16 janvier 2025  | en cours         | 4 mois et 12 jours         |